# You Can Call Me Al
Singles de Paul Simon
Think Too Much
(1983) Graceland
(1987)
You Can Call Me Al est une chanson de Paul Simon parue en 1986 sur l'album Graceland. Elle est également parue en single et a rencontré un grand succès, se classant 4e au Royaume-Uni) et 23e aux États-Unis.

## Inspiration et signification
La chanson, enregistrée au studio new-yorkais The Hit Factory, est indirectement inspirée à Paul Simon par une anecdote concernant le compositeur Pierre Boulez. Au début des années 1970, Paul Simon organise une grande fête chez lui avec sa femme Peggy et, parmi les invités ce soir-là, se trouve le compositeur français qui vient d'être nommé chef de l'orchestre philharmonique de New York. Toute la soirée, Pierre Boulez se trompe de prénom et appelle Paul Simon « Al ». Paul Simon n'ose pas le reprendre. En partant, Pierre Boulez lui dit : « Cher Al, transmettez mes amitiés à votre épouse Betty ». Cela devient ensuite un jeu entre Paul Simon et sa femme : « Si je t'appelle Betty, tu peux m'appeler Al ».

## Clip
Le clip de You Can Call Me Al est réalisé par Gary Weiss. Paul Simon et l'acteur Chevy Chase entrent dans une pièce, s'assoient et se serrent la main, mais lorsque les paroles commencent, c'est Chase qui commence à chanter en playback. Simon, l'air ennuyé, entre et sort de la pièce avec divers instruments (tin whistle, conga, basse), dont il mime le jeu aux moments appropriés.

## Classements
| Classement (1986-1987)                 | Meilleure place |
| -------------------------------------- | --------------- |
| États-Unis (Hot 100)                   | 23              |
| Royaume-Uni (Official Charts Company)  | 4               |
| Belgique (Flandre Ultratop 50 Singles) | 2               |
| France (SNEP)                          | 16              |
| Nouvelle-Zélande (RMNZ)                | 6               |
| Pays-Bas (Single Top 100)              | 5               |
| Pays-Bas (Nederlandse Top 40)          | 2               |
| Afrique du Sud (Springbok Charts)      | 2               |

## Musiciens
- Paul Simon : chant, basse, chœurs
- Dave Bargeron : trombone
- Adrian Belew : guitar synth
- Randy Brecker : trompette
- Kim Allan Cissel : trombone
- Ronnie Cuber : saxophone basse et baryton
- Jon Faddis : trompette
- Morris Goldberg : penny whistle
- Bakithi Kumalo : basse
- Ralph MacDonald : percussions
- Rob Mounsey : synthétiseur
- Isaac Mtshali : batterie
- Ray Phiri : guitare
- Alan Rubin : trompette
- Lew Soloff : trompette